# 上海松江站
上海松江站是沪昆高速铁路、沪苏湖高速铁路和沪昆铁路的一个车站，位于中华人民共和国上海市松江区大涨泾河南侧，S32高速公路西侧、距离松江城区以南2千米，可与上海轨道交通9号线实现对接。
该站分为南区、北区两个部分。南区原名松江南站，为于2010年10月26日随沪杭客运专线通车而启用的中间站。车站最初由嘉兴车务段管辖:468，起初每日有40余对列车停靠，日均客流有5000人左右，其中30%为松江大学城的学生客流，此外还吸引了闵行七宝、青浦等地的乘客。
后上海铁路枢纽规划调整，将南向普速始发站外迁，并将沪昆铁路改线外绕松江城区，不再经过既有松江站（后更名松江北站）；同时沪苏湖高速铁路亦打算在松江南站设站，因此在既有松江南站站场北侧另新建大型车站，称为北区。北区站房规划主要办理沪杭普铁、沪杭高铁、规划沪杭城际、沪苏湖高铁等通过作业以及部分列车终到始发作业。
2024年4月车站整体建制移交上海直属站管辖，2024年5月22日更名为上海松江站。沪昆线松江改线于2024年12月13日拨接至经过本站的新线，上海松江站北区普速场启用。2024年12月26日，上海松江站北区随沪苏湖高速铁路通车而开办客运业务，普速场暂不办客。2025年一季度列车运行图调整后，上海松江站每日办理旅客乘降业务高铁列车113列、普速列车77列。

## 车站结构

### 南区
上海松江站沪昆客专部分又称为南区，于2010年投用，时名为松江南站，有沪昆客运专线经过。站房面积7839平方米，挑高十多米。站房外立面主要以玻璃幕墙装饰，屋顶为黑色反弧顶。南区站房内部设有1、2号检票口。站场略高于地面，设置到发线4条，其中含正线2条。各站台和站房间通过一条进出站地道连接。
车站站台和道岔区域在2010年投用后出现沉降偏移现象，所有列车限速通过车站。上海局集团上海房建公寓段于2021年下半年起对其进行整治，2021年10月29日轨道抬升施工完成后取消限速；2022年又进行站台面改造，重铺站台面及站台雨棚柱下独立承台。

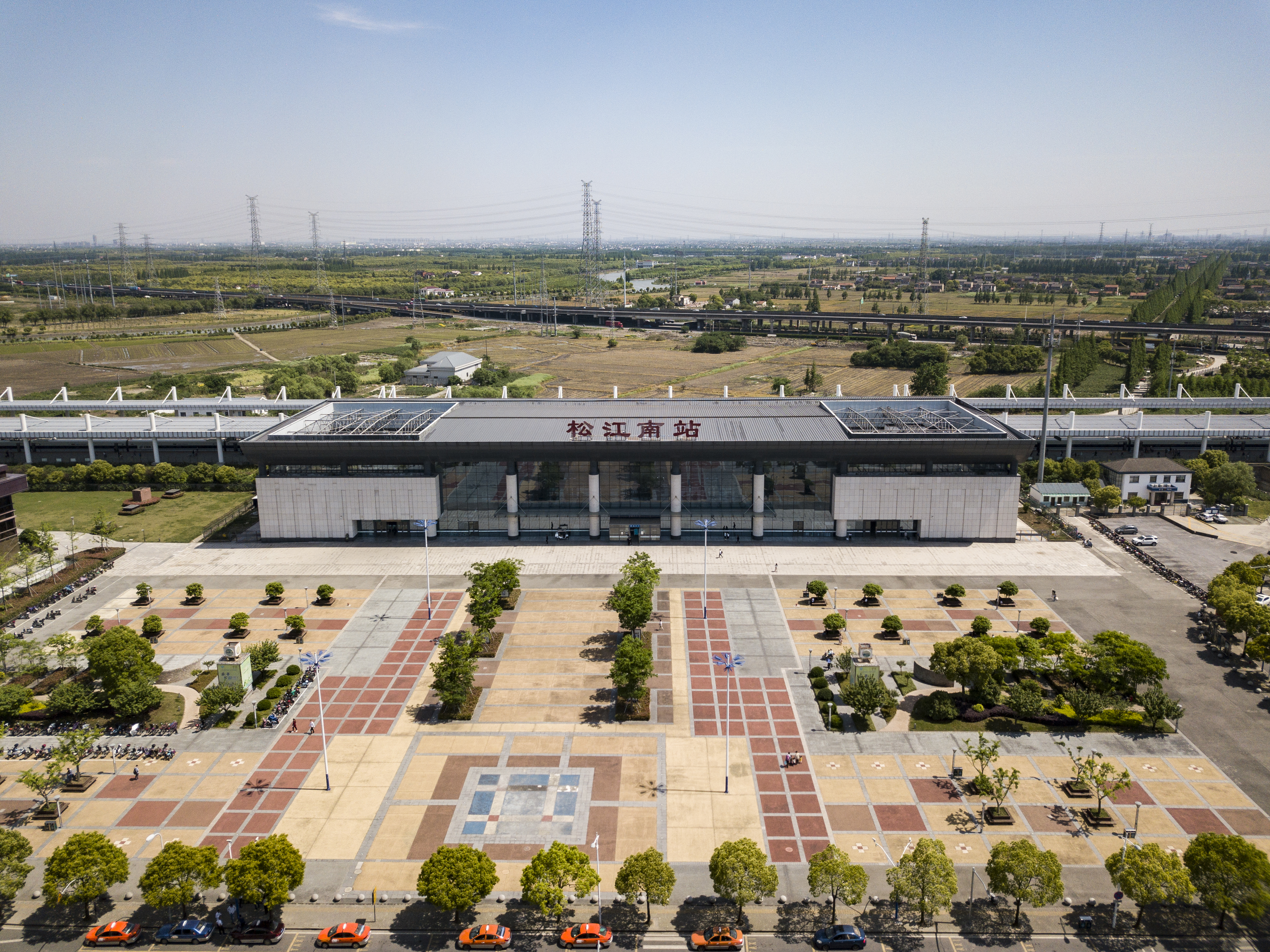
原松江南站站房（2019年）
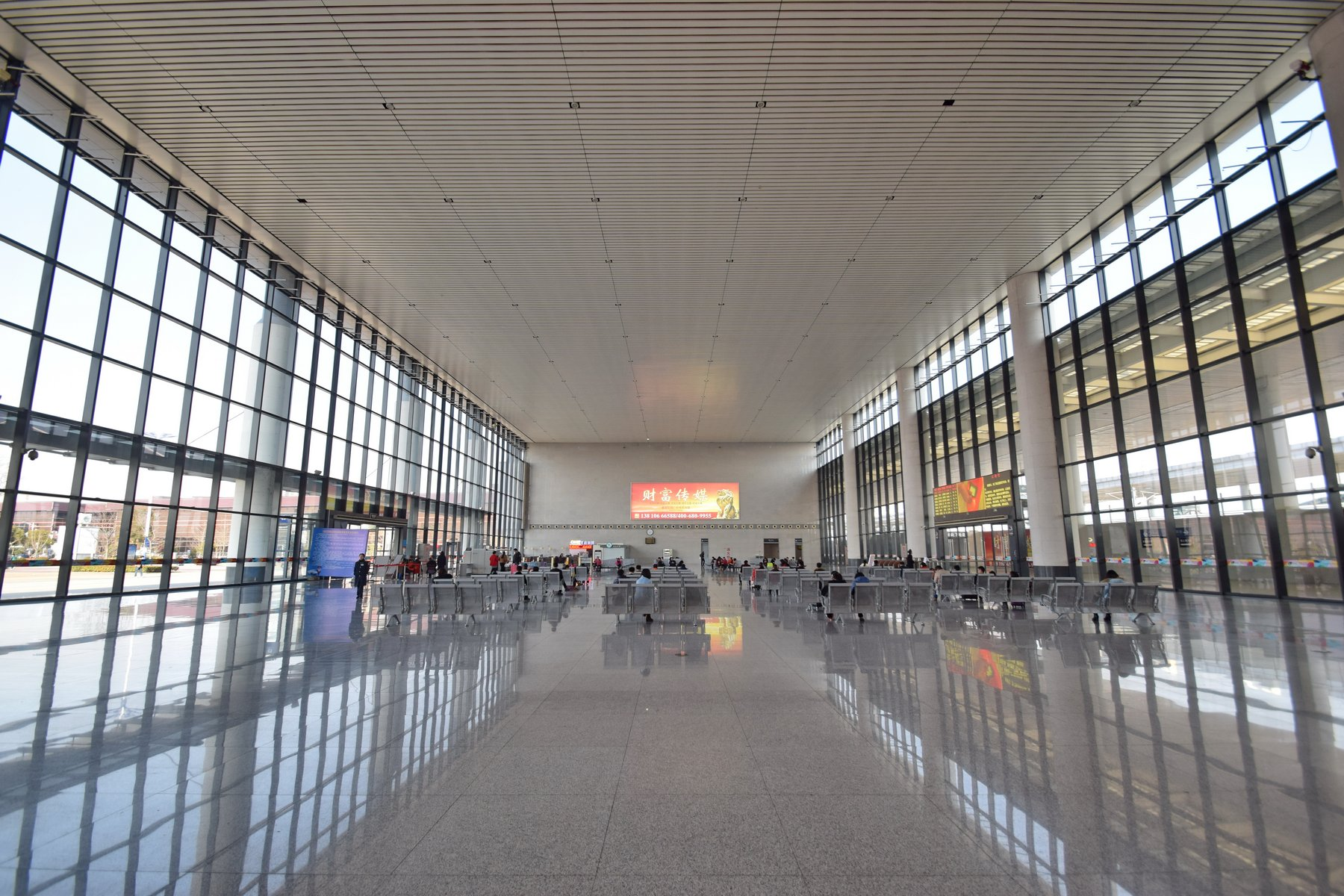
南区候车室（2019年）
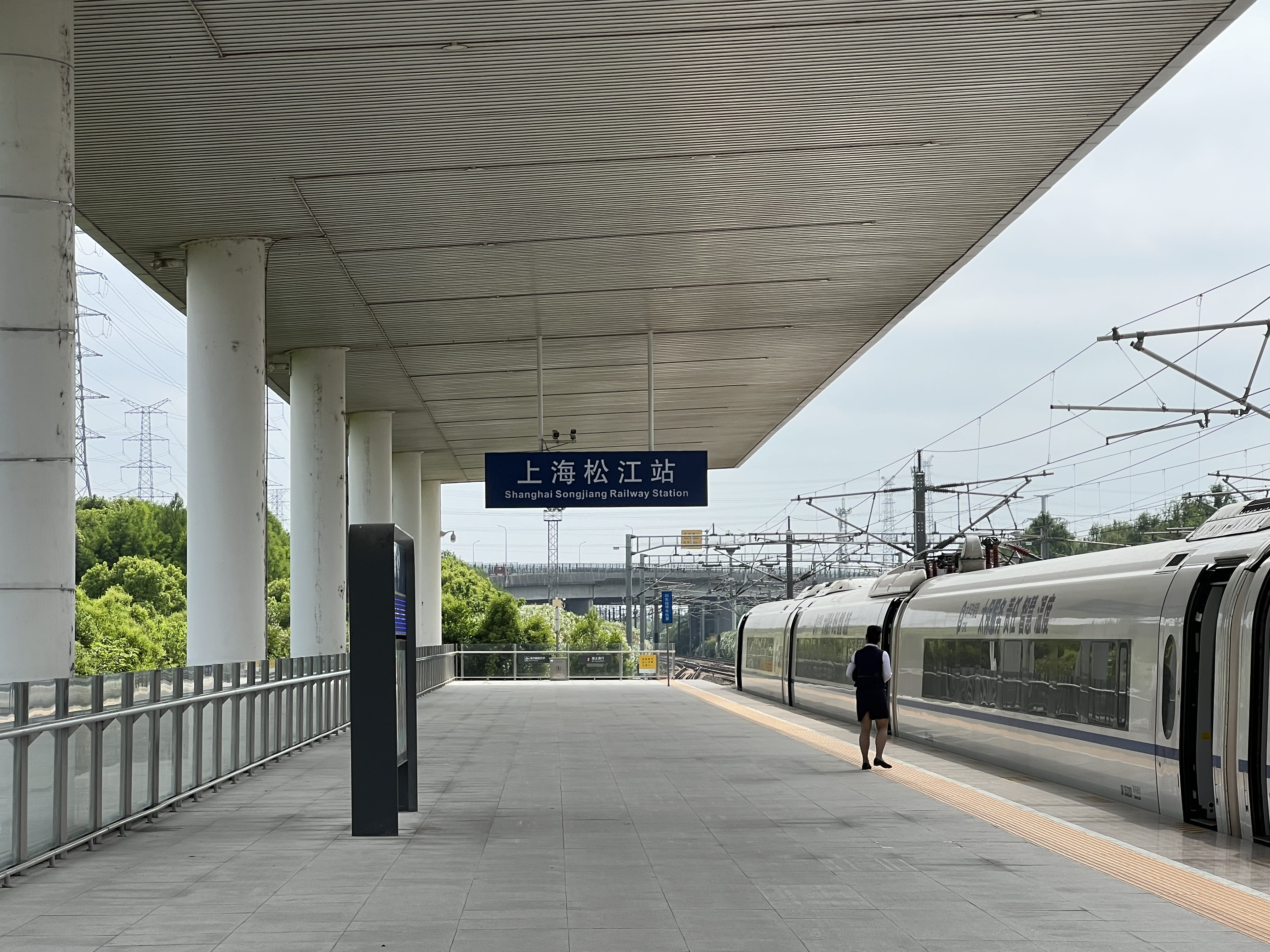
上海松江站南区站台

| 北↑ | 站房 | 售票处、候车室、进出站                      |  |
|     | 侧式 |                                             |  |
| 4道 | 1    | 到发线                                      |  |
| Ⅱ道 |      | （金山北站）沪昆高铁 上行正线（上海虹桥站） |  |
| Ⅰ道 |      | （金山北站）沪昆高铁 下行正线（上海虹桥站） |  |
| 3道 | 2    | 到发线                                      |  |
|     | 侧式 |                                             |  |
| 南↓ |      |                                             |  |

### 北区

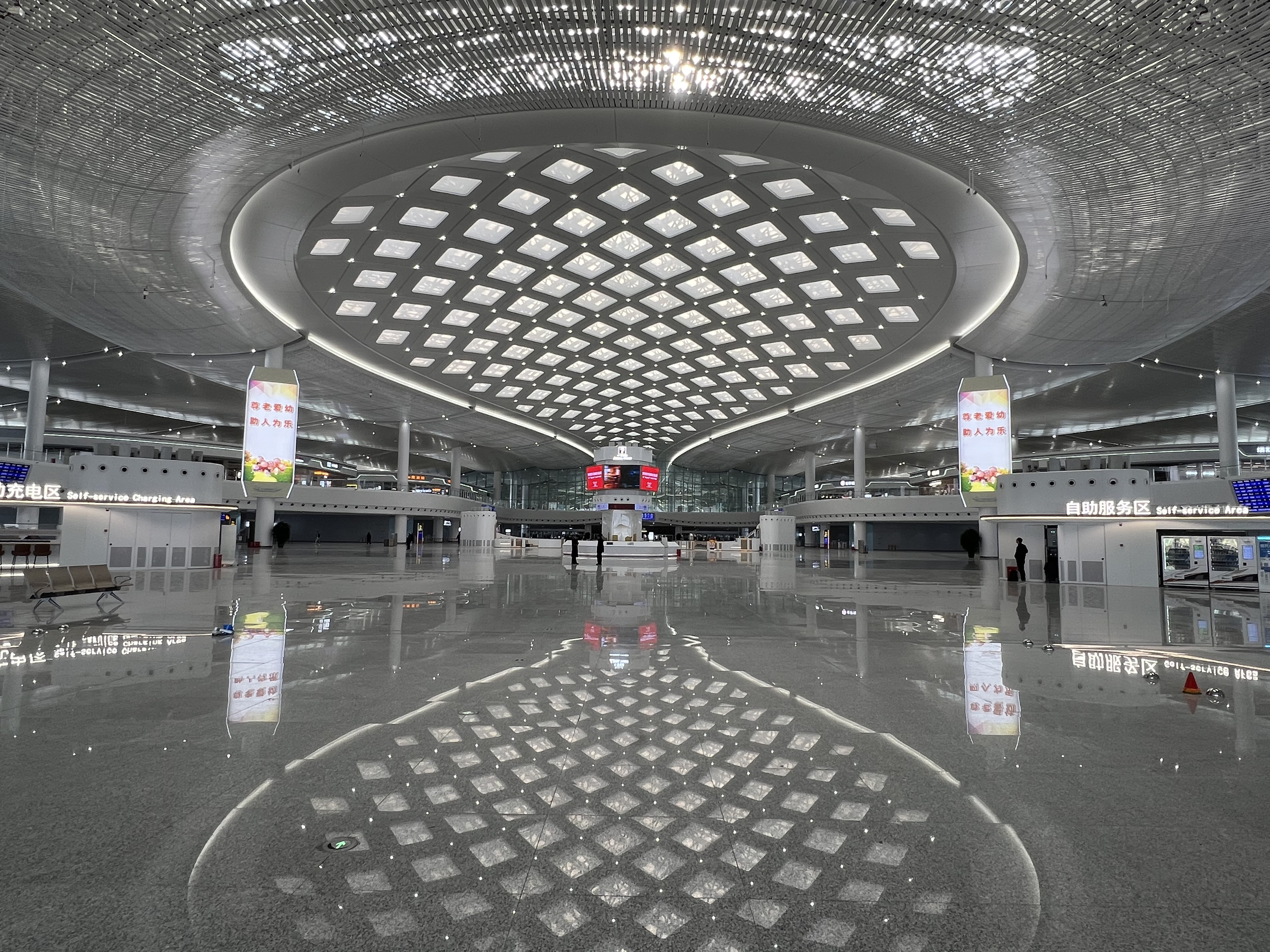
上海松江站北区候车厅

上海松江站新建部分又称为北区，位于南区站体北侧350米。北区站房建筑面积6万平方米，建筑总高度为40.33米，由铁四院和同济大学设计院联合体设计。站房外立面以“云间映玉兰，花开无限环”为设计意向。站房主体5层，高架候车厅位于轨道上方，东西长约204米，南北宽约135米，设计最高聚集人数5000人。高架候车厅设有3-15号检票口，其中3至9号检票口用于沪苏湖高铁；10至15号检票口用于沪昆普速列车。
站场规模为7台19线（其中3/4站台和对应两股股道远期交由市域东西联络线）。其中普速场4台10线，包括2条货物到发线，站台长550米、宽12米，包括与沪苏湖场共用站台1座；沪苏湖场4台9线，站台规模长450米、宽12米，西咽喉设有维修工区，内设大机停放线1条，轨道车停放线2条。普速场计划承接上海南站到发的普速列车，因此配合建有客整所、机务折返段。上海机辆段上海松江列检所于2025年1月2日启用，具有普速机车、普速客车、动力集中动车组整备功能的松江库区则于2025年7月1日启用。

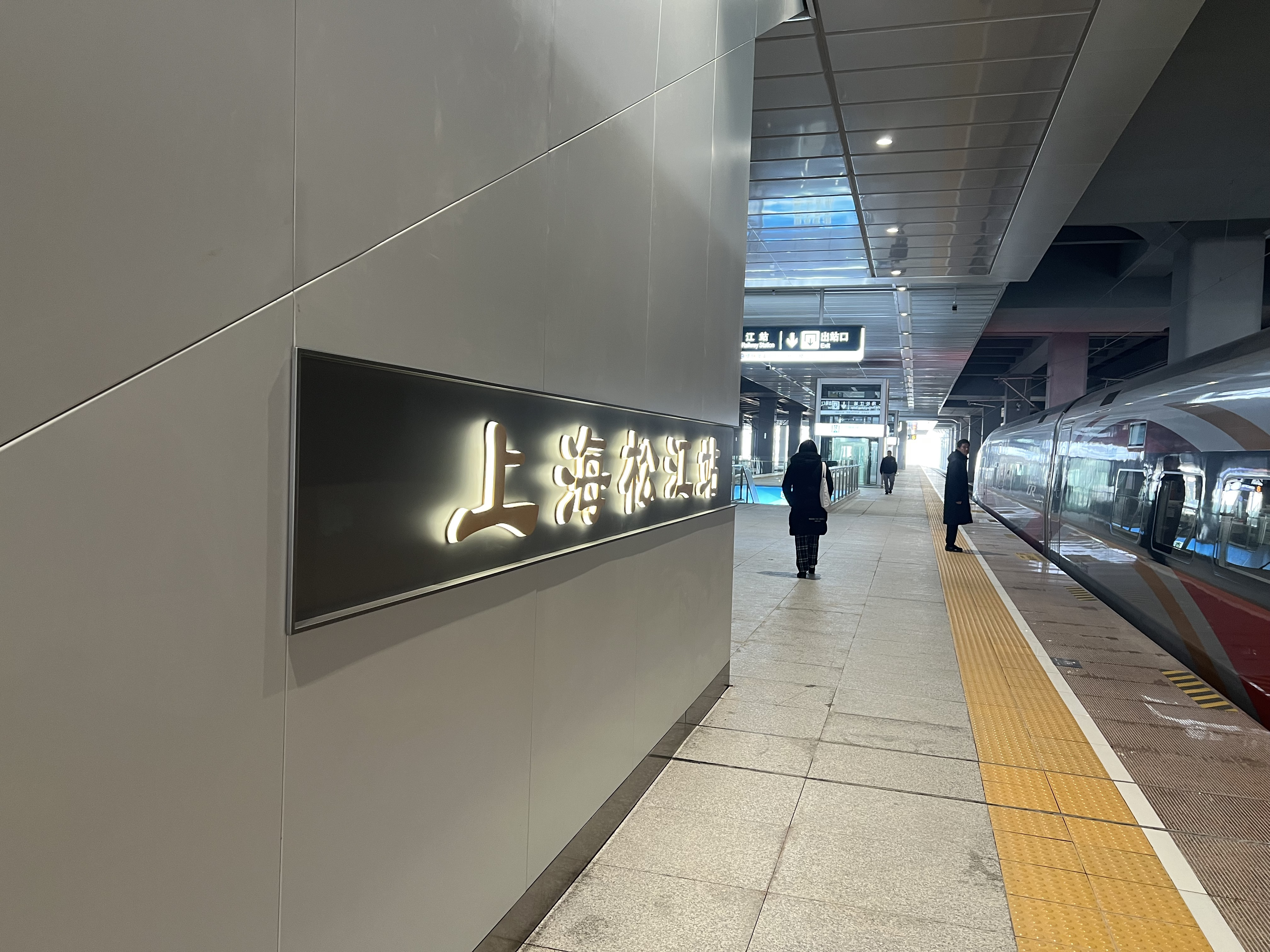
上海松江站北区站台
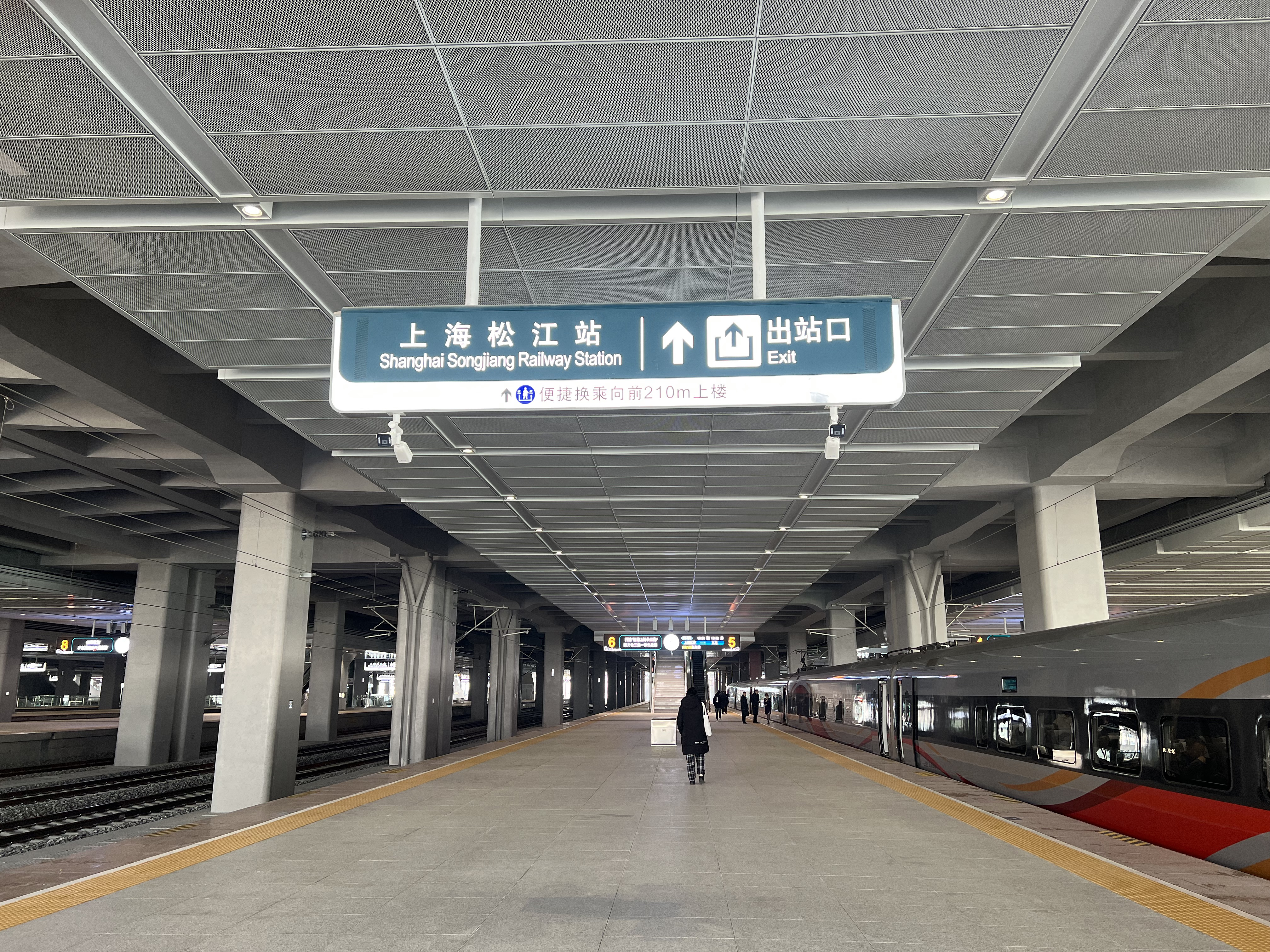
上海松江站北区站台
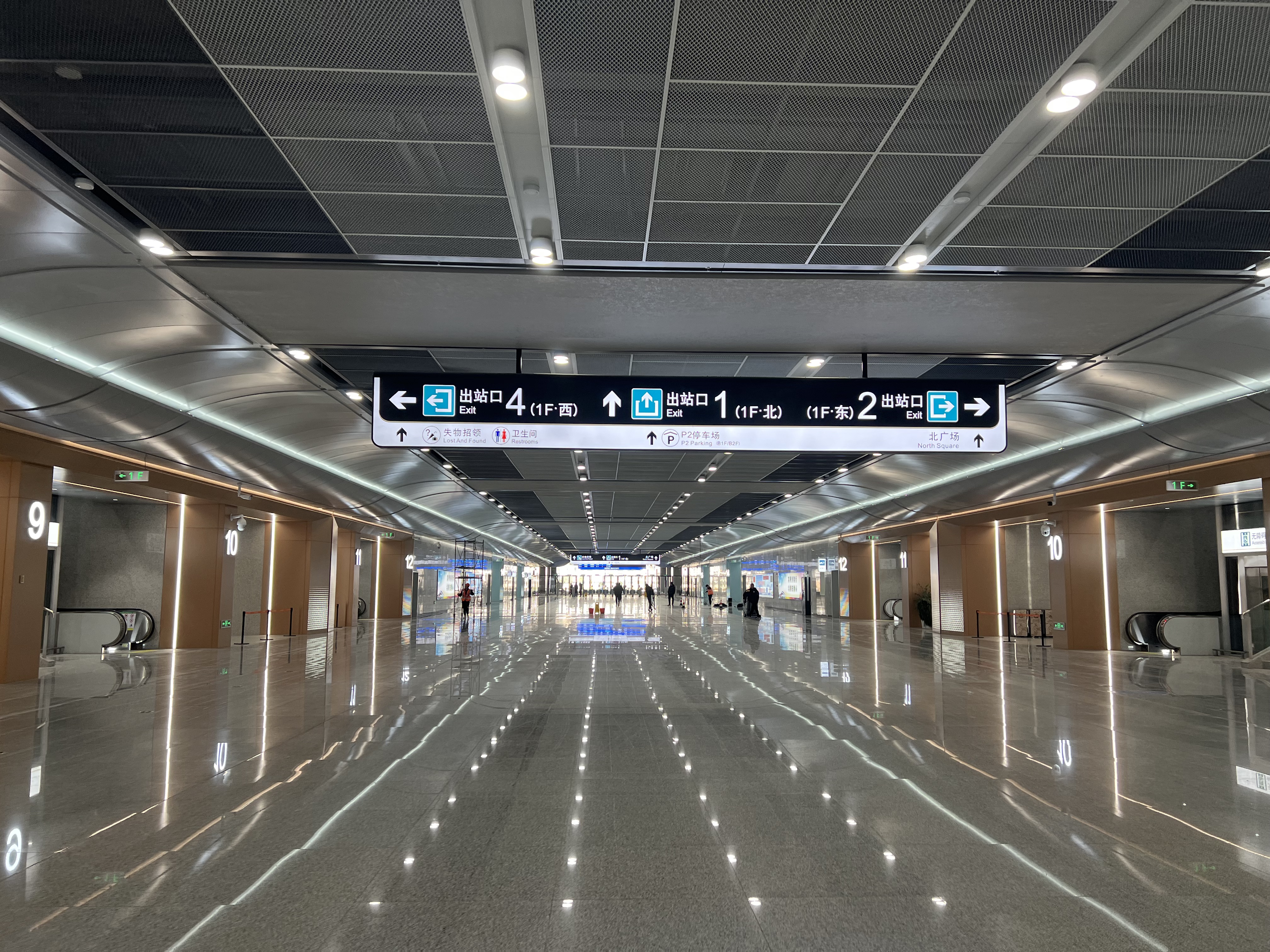
上海松江站北区出站口
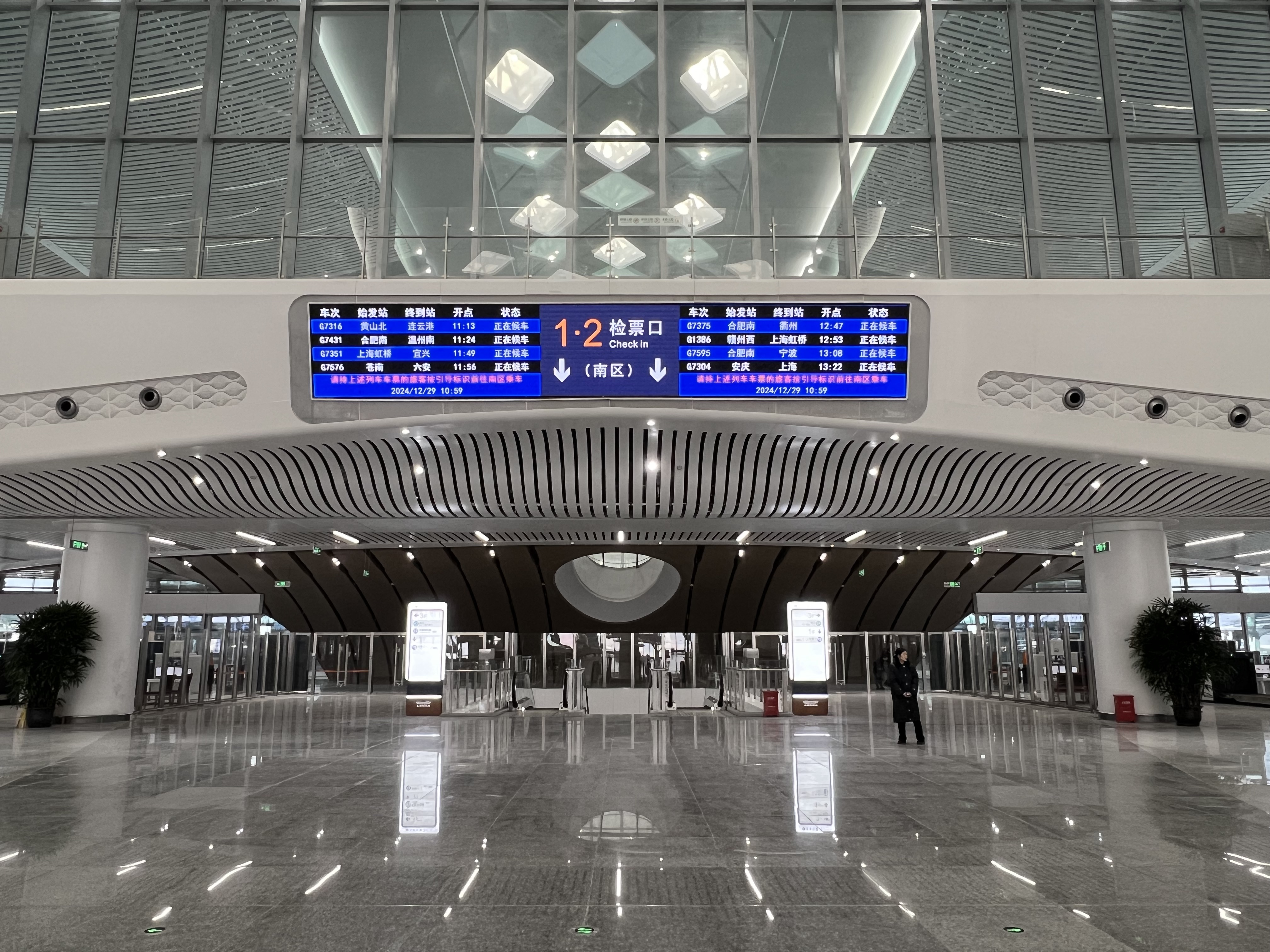
上海松江站北区南区换乘口
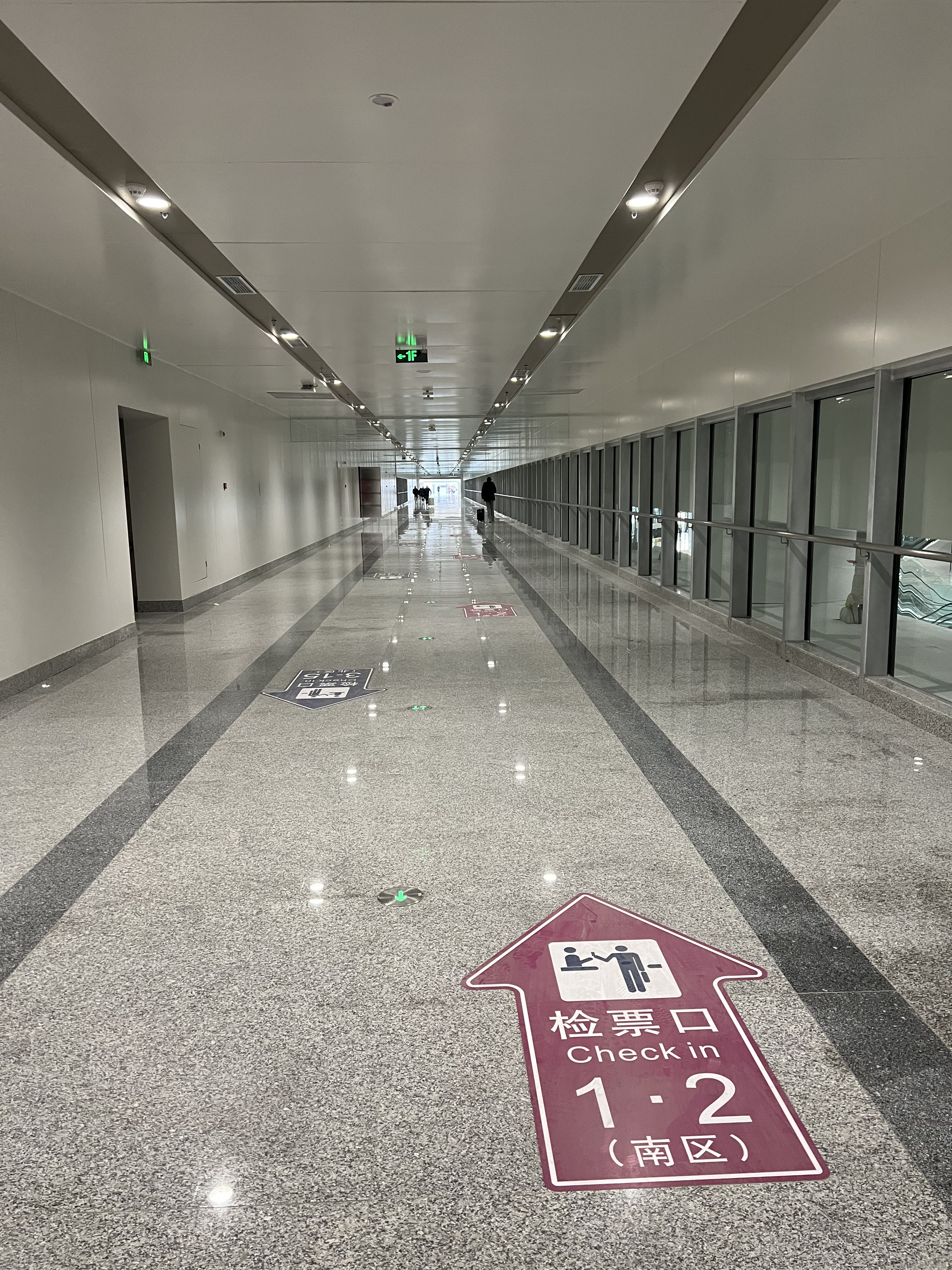
北区南区换乘通道内

## 运营状况
2025年1月5日起，上海松江站每日办理旅客乘降业务高铁列车113列、普速列车77列。其中为方便通勤旅客，上海松江站至上海虹桥站区间开行旅客列车43列，上海松江站至上海南站区间开行旅客列车20列。原本在苏州站輪乘或上海南站折角的來往京沪至沪昆線的直通18班普速列车和8班动集列车改為在本站进行司机輪乘作业。2025年7月1日三季度调图后，原上海南站始发终到的普速列车除两对沪邕普速列车升级为动车组列车外，其余均转至本站始发终到。

## 接驳交通
上海松江站服务中心位于南区和北区站房间，东西向200米，南北向190米，总建筑面积约20万平方米。
服务中心一层东门（包括东1门、东2门）、西门（包括西1门、西2门）和南1门，分别正对上海地铁上海松江站站、上海松江站公交枢纽和南区。；地下一层为停车场、网约车和出租车上课点；三层则与北区出发层进站口相连。

### 地铁
上海地铁上海松江站站位于铁路车站的东北部，是上海轨道交通9号线的南端總站。铁路站房南区出口、北区出站口2（1F·东）和地铁车站4号口设有单向免安检通道。

### 公交
上海松江站公交枢纽位于枢纽北区西南侧地面1层，为上海公交的枢纽站之一。
2024年12月，为配合上海松江站启用，松江公交将新增、优化8条公交线路，其中松江25路、松江28路、松江34路、松江106路、1807路（夜宵线）、1849路等6条公交线路始发站调整至松江枢纽，松江39路经调整后将途经松江枢纽。
2025年1月5日，锦山客运乐松专线延伸至松江枢纽。2025年1月5日，南松专线延伸至松江枢纽。2025年1月5日，松江公交新辟上松夜宵线。
松江枢纽始发线路：
- 松江25路（松江新城地铁站-松江枢纽）
- 松江28路（松江枢纽-天马山汽车站）
- 松江34路（松江枢纽-松江枢纽）（双环线）
- 松江106路（松江枢纽-计家角路公交站）
- 1807路（松江枢纽-松江枢纽）（单环线）
- 1849路（松江枢纽-东三轮渡）
- 乐松专线（朱泾汽车站 - 松江枢纽）
- 南松专线（南桥汽车站 - 松江枢纽）
- 上松夜宵线（上海南站南广场 - 松江枢纽）